# Nuneaton
Nuneaton este un oraș în comitatul Warwickshire, regiunea West Midlands, Anglia. Orașul se află în districtul Nuneaton and Bedworth a cărui reședință este.

## Personalități marcante
- Caroline Graham, jurnalistă și scriitoare;
- A. J. Quinnell (1940 - 2005), scriitor.

## Orașe înfrățite
- Roanne, Franța
- Guadalajara, Spania
- Cottbus, Germania